# Josef Kahn

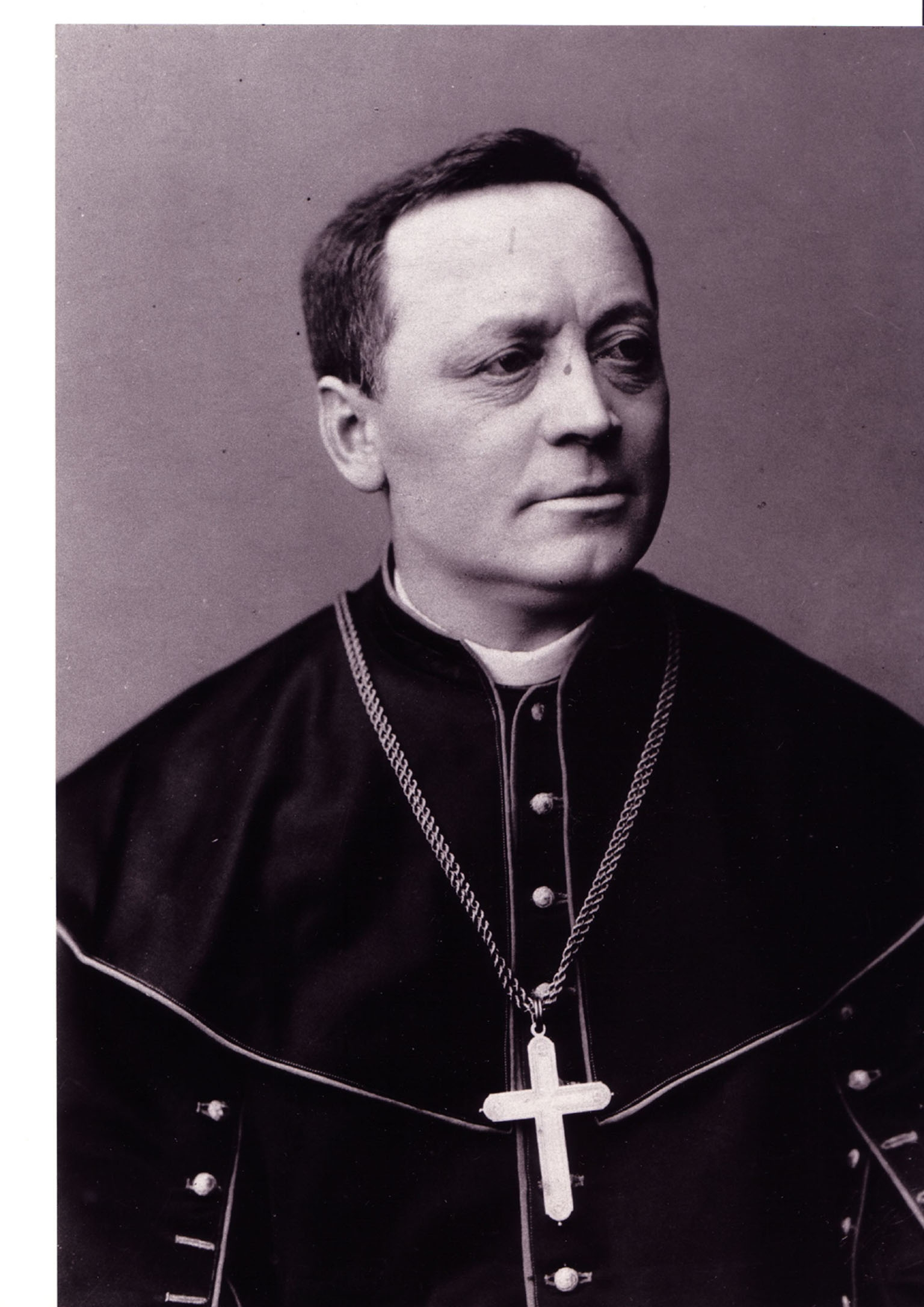
Josef Kahn, Bischof von Gurk (1887–1910)

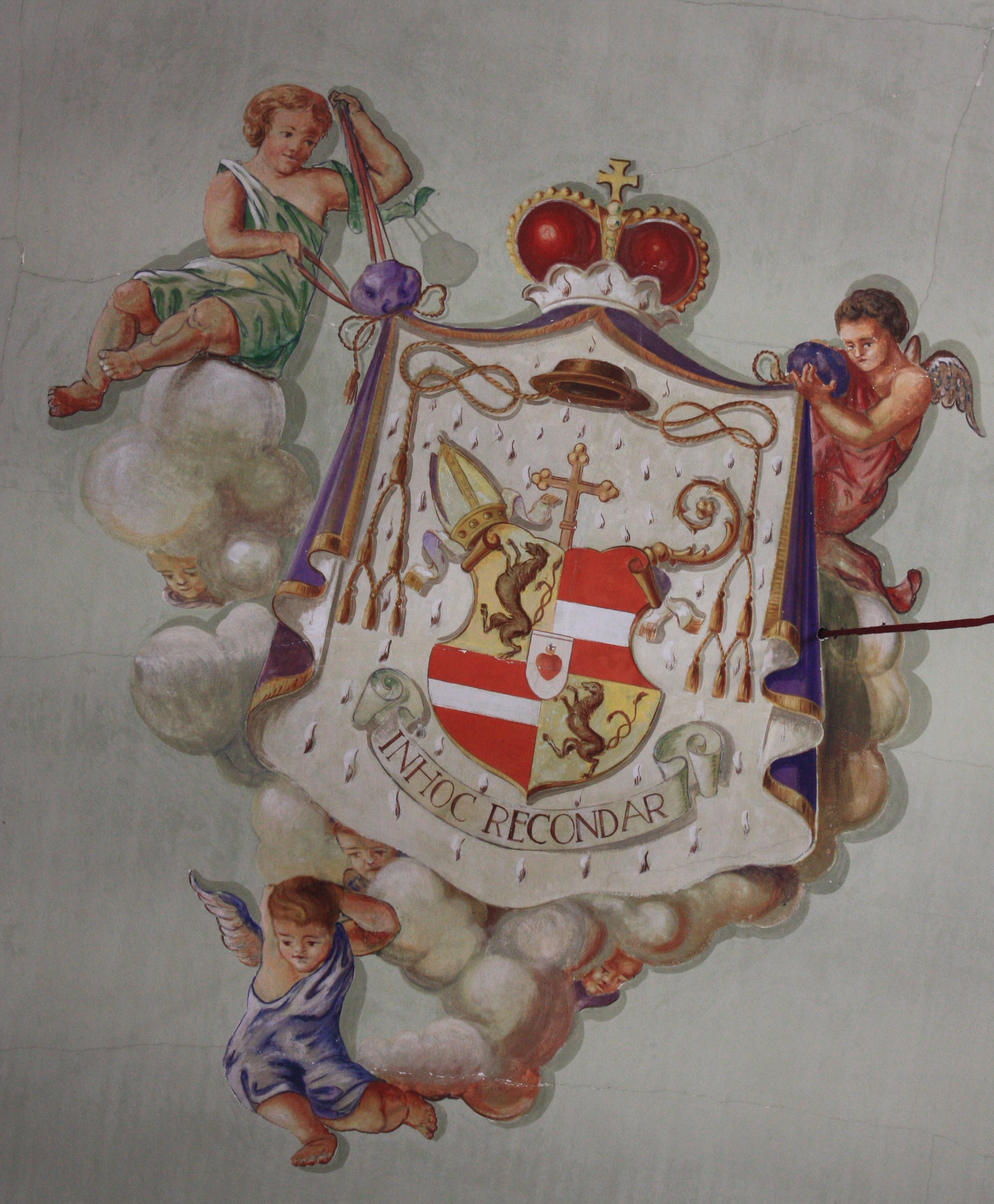
Filialkirche Hl Andreas, Döllach – Wappen von Josef Kahn

Grabstätte Bischof Kahn

Josef Kahn (* 11. April 1839 in Döllach im Mölltal; † 15. Februar 1915 in Tanzenberg) war ein österreichischer Geistlicher und Bischof von Gurk (Österreich).

## Leben
Josef Kahn wurde 1839 als Sohn tiefgläubiger Bauern im Mölltal geboren. Ein älterer Bruder wurde ebenfalls Priester und Pfarrer seines Heimatortes. Franz Kahn war sein Neffe. Die Mutter verstarb früh und Josef wurde von seiner Großmutter erzogen. Er besuchte in Klagenfurt die Hauptschule und verdiente sich durch Ministrieren und Kegelaufsetzen das Nötigste. Anschließend besuchte er ein Jahr lang das Gymnasium der Benediktiner in St. Paul im Lavanttal. Als Zögling des Grazer Knabenseminars von 1853 bis 1860 besuchte er das erste Staatsgymnasium in Graz und trat danach in das Grazer Priesterseminar ein. Am 19. Juli 1863 wurde er vom Seckauer Bischof Ottokar Maria von Attems im Grazer Dom zum Priester geweiht. 1864 wurde er Kaplan in Weiz und wirkte ein Jahr später als Studienpräfekt am Priesterseminar. 1871 erwarb er sich in Graz das Doktorat der Theologie und wirkte von nun an als Religionslehrer. 1882 ernannte ihn Bischof Johann Baptist Zwerger zum Regens des Grazer Knabenseminars. Zwerger ernannte ihn zum Wirklichen Konsistorialrat, 1883 wurde ihm vom Kaiser das Kanonikat am Grazer Dom verliehen.
Am 10. Februar 1887 ernannte Kaiser Franz Joseph I. Josef Kahn zum Bischof von Gurk. Am 19. März (seinem Namenstag) empfing er vom Erzbischof von Salzburg, Franz Albert Eder, die Bischofsweihe. Mitkonsekratoren waren der Seckauer Fürstbischof Johann Baptist Zwerger und der Salzburger Weihbischof Johannes Evangelist Haller. Am 27. März 1887 wurde er im Klagenfurter Dom inthronisiert.
Der bei der Bevölkerung beliebte Bischof begegnete den besonders in Kärnten stark ausgeprägten antiklerikalen und liberalen Tendenzen der zweiten Hälfte des 19. Jahrhunderts u. a. mit der Gründung eines Verlagshauses, mehrerer katholischer Tageszeitungen und eines Buchvereins. Um dem Priestermangel entgegenzuwirken, förderte er die Errichtung des Knabenseminars Marianum. Außerdem begünstigte er während seines Episkopats die Niederlassung zahlreicher Institutionen und Ordensgemeinschaften, u. a. der Olivetaner im Schloss Tanzenberg.
1901 entzündete sich ein Streit zwischen dem Bischof und der Stadt Klagenfurt, Grund war die Einweihung des neuen Klagenfurter Zentralfriedhofes in Annabichl, der nach dem Willen der Stadt eine interkonfessionelle Begräbnisstätte sein sollte. Fünf Jahre verweigerte der Bischof die Einweihung. Liberale Kreise wollten damals schon die Abdankung des Bischofs erzwingen. Im Jahr 1906 verunfallte der Bischof, als die Pferde seiner Kutsche scheuten, und er litt von nun an an Gedächtnisschwäche, kleineren Schlaganfällen und Nachlassen der Sehkraft, hinzu kam ein wirtschaftlicher Ruin des Bischofs durch den Konkurs der ihm persönlich gehörenden Papierfabrik in Pöckstein. Kahns geschäftliche Investitionen mit finanziellen Unregelmäßigkeiten dürften neben seiner schlechten Gesundheit auch mit zu seiner Abdankung geführt haben.
Auf Ersuchen der Kärntner Landesregierung kam der Salzburger Erzbischof zweimal nach Klagenfurt, um den Bischof zur Abdankung zu überreden. Am 24. Oktober 1910 wurde er von Papst Pius X. vor die Wahl gestellt entweder abzudanken oder des Amtes enthoben zu werden. Am 28. Oktober dankte der Bischof schließlich ab und zog sich völlig mittellos in das Olivetanerkloster Tanzenberg zurück.
Ein erneuter Schlaganfall im Jahre 1913 lähmte Kahn halbseitig, 1915 traf ihn ein weiterer Schlaganfall. Sein am Vortag in Klagenfurt inthronisierter zweiter Nachfolger Adam Hefter kam nach Tanzenberg, um ihm die letzte Ölung zu erteilen. Am 15. Februar 1915 verstarb Altbischof Kahn. Er wurde in der Klostergruft unterhalb der Abtei Tanzenberg beigesetzt.